# Capolona
Capolona è un comune italiano di 5 232 abitanti della provincia di Arezzo in Toscana.

## Storia
Il nome si pensa derivi da Caput Leonis (o Campus Leonis). Le origini del paese sono remote e poco conosciute: c'è chi ritiene che lì fosse situato un antico convento di cui oggi si sarebbero perse le tracce. Oggi Capolona è un tranquillo paese immerso nella campagna toscana con caratterizzazione manifatturiera e agrituristica a soli 12 km dalla Città di Arezzo ed alle porte del Casentino.
(Dante, divina commedia)
Capolona, capoluogo del comune omonimo, ha una storia singolare. Il comune si estende sulle pendici del Pratomagno verso sud e sulla riva destra dell'Arno e coincide storicamente con i possedimenti dell'antichissima abbazia di San Gennaro a Campoleone. In realtà Capolona è un nome che individua non tanto un centro in particolare, quanto tutta una zona, avendo cambiato durante i secoli la localizzazione del capoluogo; dopo l'abbandono dell'Abbazia, situata nei pressi dell'attuale abitato di Castelluccio, il territorio fu unito ad altre comunità (in particolare con Subbiano, sull'altra sponda dell'Arno) fino alla dominazione napoleonica.
Nel 1808 fu istituito il distretto di Capolona, Bibbiano e Belfiore e la sede comunale fu a Castelluccio, il centro più vicino all'antica abbazia e ne acquisì il nome di Capolona. Precedentemente il nome era passato ad una località vicina, sede della pieve di San Giovanni, luogo fino ad allora chiamato Sulpiciano. In tempi più recenti, il capoluogo, e di conseguenza il nome, è passato all'attuale Capolona, un gruppo di edifici sorti ai piedi di Caliano, in corrispondenza del ponte che attraversa l'Arno ed attorno al Calzaturificio Fratelli Soldini sorto a fine degli anni cinquanta del XX secolo.
Capolona ha quindi in gran parte un aspetto moderno, lungo il fiume Arno e attraversata dalla strada regionale n. 71 e dalla ferrovia Arezzo-Pratovecchio-Stia. Il comune si inserisce nel paesaggio in un punto in cui il Casentino e la valle dell'Arno si aprono in un ampio ventaglio che prelude alla grande distesa formata dalla confluenza della Val di Chiana nel Valdarno e dove il fiume Arno “torce il muso” ad Arezzo. Il territorio è solcato da brevi torrenti che scendono dal displuvio più meridionale del Pratomagno, che sopra il capoluogo è abbastanza ripido, ma si addolcisce verso Pieve San Giovanni.
Capolona si trova al centro di un territorio notevolmente interessante per le sue vicende storiche: importanti ritrovamenti archeologici anche di origine neolitica sono stati scoperti intorno alle località di Cafaggio, Cafaggiolo, Cicaleto e Vico. L'abbazia di San Gennaro a Campus Leonis (da cui Capolona) fu fondata nel 972 e successivamente affidata ad alcuni monaci benedettini provenienti da Montecassino. Dal X al XII secolo nel momento della sua maggiore potenza, l'elenco delle proprietà dell'abbazia di Campoleone era enorme: castelli e corti dal Casentino all'Umbria. Fra gli ospiti illustri dell'abbazia ci fu papa Alessandro II, che vi soggiornò nel settembre 1064 (presso la località Ierna si sono rinvenute tracce del passaggio di papa Alessandro II, una medaglia con la sua effigie, fa pensare potesse essere un dono del Papa a qualche personalità di importanza che vivesse in quella zona. Essendo sita in loco una ex villa romana appartenuta a famiglia Patrizia e poi successivamente riadattata a castelletto, ove ancora oggi si può notare una torre difensiva rimaneggiata successivamente, dalle varie dominazioni).
Dalla fine del secolo XIV ebbe inizio il lento declino dell'abbazia, che fu in seguito abbandonata, con conseguente decadenza del centro abitato corrispondente. Il monumento più importante di Capolona è Pieve a Sietina, giunta a noi quasi nella sua forma originaria (escluso il campanile di inizio Novecento). La Pieve a Sietina è ricordata fin dall'inizio del secolo XI con il nome di Santa Maria Maddalena di Setrina e si trova nella “terra barbaritana”, suggestiva dizione per definire una vasta area posta tra Arezzo e il Casentino dove, all'inizio dell'anno Mille, era ancora forte l'impronta delle popolazioni di stirpe germanica che nei secoli passati avevano occupato e si erano stabiliti in queste terre. Nella Pieve a Sietina ci sono affreschi trecenteschi e rinascimentali riportati al loro antico splendore da un recente restauro.
Molti borghi mantengono ancora una tipica foggia medievale con tracce più o meno evidenti di strutture murarie: ricordiamo Castelluccio con la sua “Portaccia”; Pieve di Cenina, Pieve San Martino Sopr'Arno e Pieve San Giovanni con pievi antichissime e la chiesa a Il Santo con testimonianze di origine bizantine; Bibbiano con tratti ben conservati della cinta muraria, e poi Lorenzano, Baciano, Ponina, Cenina, Migliarino, Vezza, Casavecchia, Busseto, Apia, Santa Margherita, Poggio al Pino, Figline, Busenga, Ierna e tanti altri piccoli borghi e casolari dispersi nelle colline. Sono da segnalare una serie di tracce di strutture difensive e fortificate che facevano probabilmente parte del sistema difensivo risalente all'alto medioevo: Lorenzano, Casella, Caliano, Belfiore.
(Dante)

### Simboli
Stemma e gonfalone sono descritti nello statuto comunale.
Stemma
costruito un castello e così la sicurezza e l'inespugnabilità valsero a questo luogo la denominazione di "Campus leonis", da cui derivò "Campoleone" divenuto poi per successive trasformazioni "Cappuloni" ed infine "Capolona". Nello stemma sembrano dunque essere ricordate sotto forma simbolica le origini del Comune e la sua natura di luogo fortificato.»
(Art. 9, c. 2 dello Statuto comunale)
Gonfalone
(Art. 9, c. 3 dello Statuto comunale)

## Monumenti e luoghi d'interesse
- Chiesa di San Michele Arcangelo a Castelluccio
- Pieve dei Santi Giovanni Battista e Marino a Pieve San Giovanni
- Pieve a Sietina
- Pieve di San Martino Sopr'Arno
- Pieve di Cenina
- Chiesa di Santa Maria a Bibbiano, che conserva un Crocifisso ligneo di Taddeo Curradi, probabilmente dell'ottavo decennio del Cinquecento.[6]
- Chiesa al Santo di Ponina

## Società

### Evoluzione demografica
Abitanti censiti

### Etnie e minoranze straniere
Secondo i dati ISTAT al 31 dicembre 2010 la popolazione straniera residente era di 525 persone. Le nazionalità maggiormente rappresentate in base alla loro percentuale sul totale della popolazione residente erano:
- Romania 193: 3,50%
- Albania 91: 1,65%
- Bangladesh 62: 1,12%

## Cultura

### Eventi
- Durante il mese di marzo (terzo week end) si svolge nel capoluogo la mostra filiera del tartufo marzuolo.
- A Capolona si svolge ogni anno, nel mese di maggio, una rassegna corale nazionale denominata CORINCANTO organizzata dalla locale corale polifonica "Bruno Banchetti".
- A Capolona si svolge ogni anno, nel mese di giugno, una festa organizzata dalla pro loco nel centro sociale "Arno".
- Nella frazione di Castelluccio nel terzo week end di luglio di ogni anno si svolge la rievocazione storica "Campus Leonis".

## Infrastrutture e trasporti
Capolona è servita dalla stazione di Capolona, sulla ferrovia Arezzo-Stia.
Anche la stazione di Subbiano e la stazione di Baciano, situate lungo la stessa linea, ricadono nel territorio comunale di Capolona.

## Amministrazione
- Classificazione sismica: zona 2 (sismicità medio-alta), Ordinanza PCM 3274 del 20/03/2003
- Classificazione climatica: zona D, 2026 GR/G
- Diffusività atmosferica: media, Ibimet CNR 2002

Di seguito è presentata una tabella relativa alle amministrazioni che si sono succedute in questo comune.
| Periodo          | Periodo          | Primo cittadino       | Partito                                                        | Carica      | Note  |
| ---------------- | ---------------- | --------------------- | -------------------------------------------------------------- | ----------- | ----- |
| 22 giugno 1985   | 20 giugno 1989   | Alberto Ciolfi        | Partito Comunista Italiano                                     | Sindaco     | [ 8 ] |
| 20 giugno 1989   | 9 novembre 1989  | Lorenzo Abbamondi     |                                                                | Comm. pref. | [ 8 ] |
| 9 novembre 1989  | 21 novembre 1994 | Alberto Ciolfi        | Partito Democratico della Sinistra, Partito Comunista Italiano | Sindaco     | [ 8 ] |
| 21 novembre 1994 | 30 novembre 1998 | Gian Paolo Dicembrini | ind.sin.                                                       | Sindaco     | [ 8 ] |
| 30 novembre 1998 | 27 maggio 2003   | Gian Paolo Dicembrini | centro-sinistra                                                | Sindaco     | [ 8 ] |
| 26 maggio 2003   | 15 aprile 2008   | Marco Brogi           | centro-sinistra                                                | Sindaco     | [ 8 ] |
| 15 aprile 2008   | 27 maggio 2013   | Marco Brogi           | lista civica                                                   | Sindaco     | [ 8 ] |
| 27 maggio 2013   | 10 giugno 2018   | Alberto Ciolfi        | lista civica Ciolfi sindaco                                    | Sindaco     | [ 8 ] |
| 10 giugno 2018   | in carica        | Mario Francesconi     | lista civica Futuro per Capolona                               | Sindaco     | [ 8 ] |

## Sport
La principale squadra di calcio di Capolona è l'A.S.D. Deportivo Capolona, fondata nel 2013 e militante nel campionato UISP di Arezzo, eccellenza - girone A. [Allenatore: Massimo Romani, Capitano e fondatore: Nicola Bruni]
Capolona è anche rappresentato dal Capolona-Quarata, squadra che milita nella prima divisione FIGC .
Altri sport: ASD Capolona-Subbiano Pallavolo (fondata nel 2015), attività di pallavolo femminile. Scuola Regionale di Pallavolo FIPAV, Marchio di Qualità per il Settore Giovanile 2020-21 e 2022-24. Partecipa ai campionati di categoria giovanili nel Comitato Territoriale FIPAV Etruria. La prima squadra milita attualmente in Prima Divisione.